# Кабаякі
Кабаякі (яп. 蒲焼) — техніка приготування риби, особливо вугра японського (унагі). Риба розрізається вздовж спини (чи живота), виймаються кістки та нутрощі, риба нарізається на квадратні філе, занурюється в солодкий соус на основі соєвого перед тим як готуватися на грилі чи сковорідці.

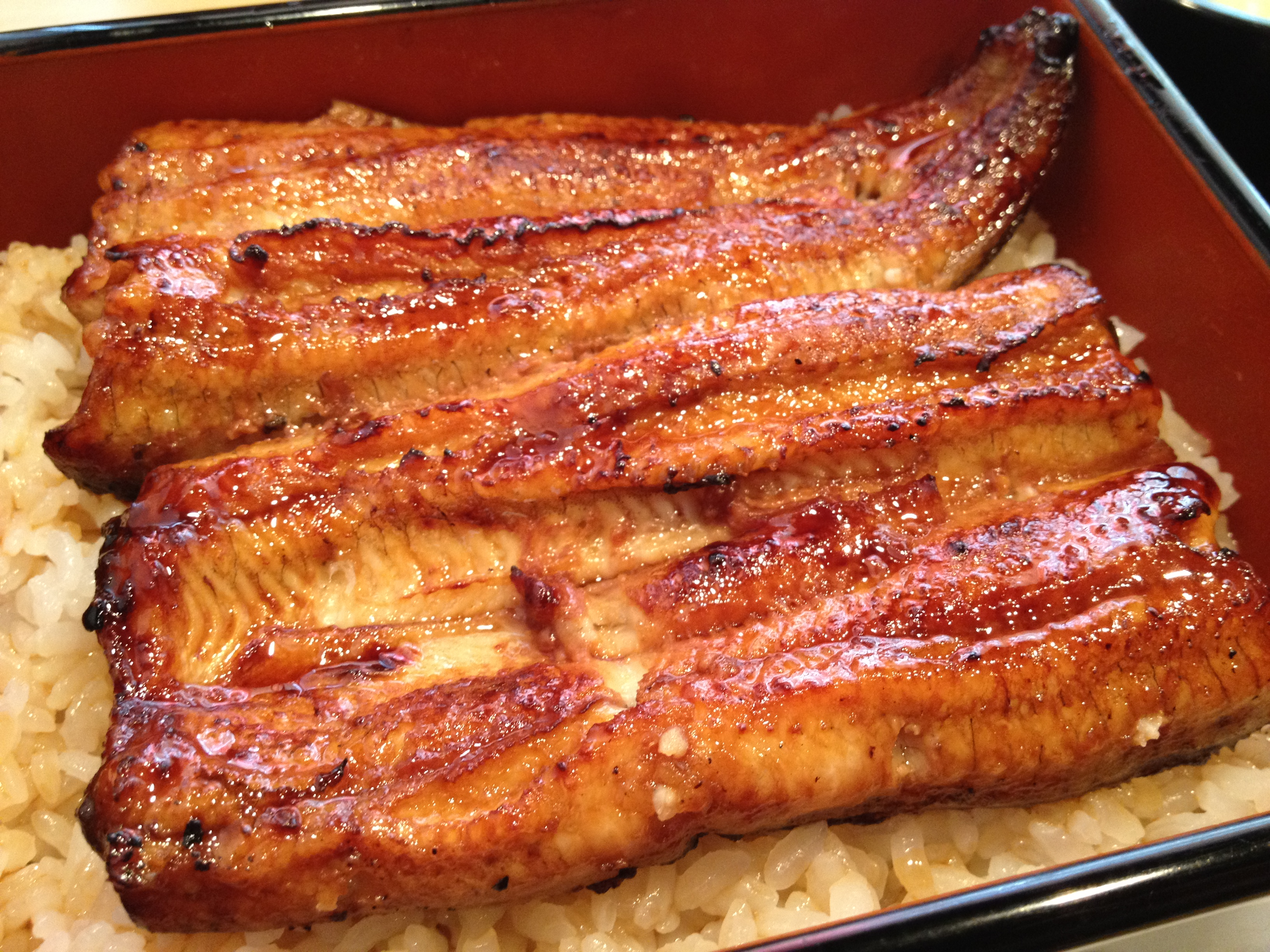
Вугор Кабаякі

Ця техніка, може використовувати крім унагі, також і інші довгі риби без луски: амо (лат. Muraenesox cinereus), додзьо (лат. Cobitioidea), сома, anago (морський вугор), і ґімпо (яп. ギンポ)  (лат. Pholidae). Можна також знайти консервовані продукти в стилі кабаякі, вони називаються санма (сайра тихоокеанська).
Вугор кабаякі дуже популярне і багате джерело вітамінів А і Е, а також жирних кислот омега-3. Популярний звичай періоду Едо закликає їсти кабаякі для набуття витривалості, особливо в спеціальний день середини літа, який називається дойо-но уші-но-хі (яп. 土用の丑の日), і зазвичай випадає між 18 липня — 8 серпня кожного року.
Вугор кабаякі часто подають поверх миски з рисом (донбурі) і називають унадоном; більш вишуканою формою подачі є унаджу (подача у багаторівневій лакованій коробці під назвою джубако). Коли вугор розділяється на кусочки і змішується рівномірно з рисом, це називаєтся хіцумабуші (яп. 櫃まぶし), страва, що особливо популярна навколо Нагої.

## Канто та Кансай

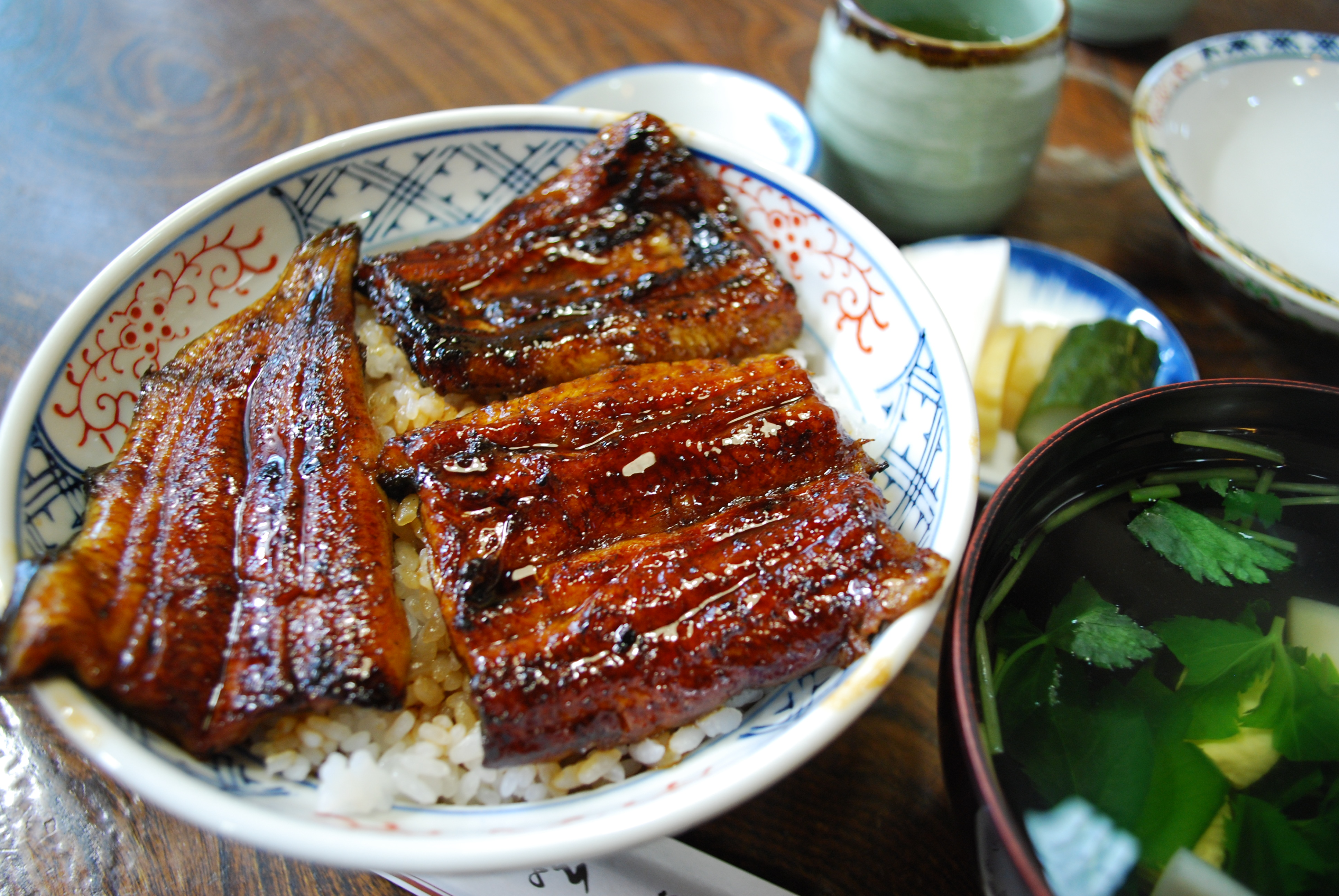
Вугор кабаякі

Існує дві школи приготування кабаякі. У регіоні Канто (східна Японія) вугор розрізається вздовж спини, тому світліша смужка живота проходить по середині кожного філе (з боку шкіри). Вугра нарізають на короткі, квадратні філе і нанизають на шпажку як шашлик. Вугор на шпажці спочатку смажиться на грилі, перетворюючись на те, що називається шіраякі (яп. 白焼き чи яп. 素焼き). Потім його готують на пару, перед тим, як присмачити соусом та смажити на грилі знову; як результат, він виходить більш ніжним.
У регіоні Кансай (західна Японія) вугор розрізають вздовж животу і відразу смажать на грилі, без попередньої обробки на пару (часто до того як вугор розрізаний на шматочки, тобто ще у вихідній довжині), отриману страву називають наґаякі (яп. 長焼き). Шкіра за такого приготування може бути жорсткою, тому вугор, приготований у стилі Кансаю, може бути розміщений між шарами гарячого рису, щоб пара допомагала його розм'якшити.
Біля Кансая вугра часто називають мамусі, що є також і назвою поширеної в Японії гадюки (лат. Gloydius blomhoffii).

## Етимологія
Існує кілька гіпотез походження назви кабаякі. Назва страви зазвичай записується з використанням кандзі як 蒲焼, що означає рогіз-грильований. Подібність до коричневих колосків рогозу було запропоновано як етимологічне походження в кількох працях (Zokugo kō (яп. 『俗語考』, "Considerations on colloquial words"); Kinsei jibutsu kō (яп. 『近世事物考』, "Considerations on near modern age items")). Історик харчових продуктів Текішу Мотояма (яп. 本山荻舟) (1881–1958) стверджував, що першопочатково вугор нанизувався повністю на спажку і так готувався; приготований таким чином вугор мав схожістю з рогозом як за формою, так і за кольором, що і породило назву.
Інша гіпотеза пояснює назву схожістю шкіри вугра кабаякі з каба-кава (яп. 樺皮, тобто "букова кора") (Yōshū fushi (яп. 『雍州府志』, "Record of Yamashiro province"), Honchō Seji Danki (яп. 『本朝世事談綺』, "Record of Yamashiro province")  Текішу Мотояма також відзначає можливе походження назви від kōbashī (яп. 香ばしい, "ароматний").